# Ekvatorialguineas herrlandslag i fotboll
Ekvatorialguineas fotbollslandslag  representerar Ekvatorialguinea i fotboll för herrar, och spelade sin första landskamp den 23 maj 1975, då man föll med 2-6 borta mot Kina. Laget kallas ofta Nzalang Nacional och kontrolleras av Federación Ecuatoguineana de Fútbol. Laget är medlem av Caf. Trots att Ekvatorialguinea har haft en av Afrikas lägsta rankingar så har laget under senare år stärkt sin status tack vare inflytande från spanska fotbollsspelare.